# 博別爾河 (烏日河支流)
博貝爾河（烏克蘭語：Бобер），是烏克蘭北部的河流，屬於烏日河的右支流。該河發源自沃夫奇基夫，流經基輔州的維什霍羅德區，河道全長31公里，流域面積162平方公里。